# Maestro del dittico Sterbini

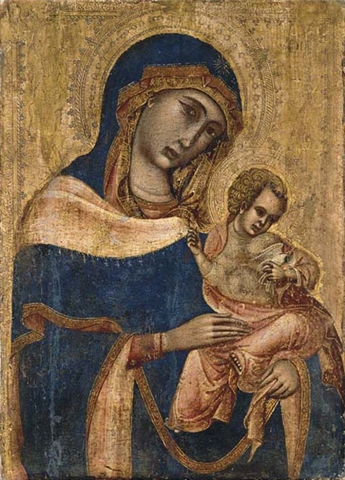
Madonna col Bambino (inizi del XIV secolo), dipinto su pannello dorato, 47,3 x 34 cm

Il Maestro del dittico Sterbini (fl. XIV secolo) è stato un pittore italiano, molto probabilmente, attivo a Venezia all'inizio del XIV secolo.

## Biografia
Sono state suggerite anche altre località lungo la costa adriatica. Si ritiene che esistano diversi pannelli associati a questo artista. Il suo nome deriva da un dipinto ora nel Museo di Palazzo Venezia a Roma. Si sa poco di lui, salvo che sembra essere stato influenzato dalla tradizione cretese o greca della pittura di icone.  